# Pic Chambe
El Pic Chambe és una muntanya del Massís Mulanje, situada a Malawi, amb 2.557 metres d'altitud (o 2.555 m segons les referències), i una prominència de 554 metres. El pic Chambe es troba a la part occidental del Massís Mulanje, que arriba en el seu punt més alt a 3.002 metres al cim del pic Sapitwa.

## Clima
La temperatura mitjana és de 16 °C. El mes més càlid és l'octubre, amb 22 °C, i el més fred és el juliol, amb 12 °C. La pluja mitjana és de 1.312 mil·límetres per any. El mes més plujós és el gener, amb 319 mil·límetres de pluja, i el més sec és el setembre, amb 18 mil·límetres.